# Turritellellinae
Turritellellinae es una subfamilia de foraminíferos bentónicos  de la Familia Ammodiscoidea, de la Superfamilia Ammodiscoidea, del Suborden Ammodiscina y del Orden Astrorhizida. Su rango cronoestratigráfico abarca desde el Silúrico hasta la Actualidad.

## Discusión
Clasificaciones previas incluían Turritellellinae en el Suborden Textulariina del Orden Textulariida. Otras clasificaciones han incluido Turritellellinae en la Familia Turritellellidae.

## Clasificación
Turritellellinae incluye a los siguientes géneros:
- Ammodiscoides, también considerada en la Subfamilia Ammodiscinae
- Areniturrispirillina †, también considerada en la Subfamilia Ammodiscinae
- Turritellella, también considerada en la Subfamilia Usbekistaniinae

Otro género considerado en Turritellellidae es:
- Turritellopsis, aceptado como Turritellella